# Riemannhypotesen
Riemannhypotesen är en matematisk förmodan som även kallas Riemanns zeta-hypotes. Den formulerades först av Bernhard Riemann år 1859.
Hypotesen behandlar indirekt primtalens förekomst bland de naturliga talen (de positiva heltalen). Rent konkret handlar det dock om att hitta alla nollställen till Riemanns zetafunktion. 
Zetafunktionen definieras för komplexa tal s med Re s>1 genom summan
{\displaystyle \zeta (s)\equiv \sum _{n=1}^{\infty }n^{-s}}
och kan sedan fortsättas analytiskt till en funktion som är analytisk överallt utom för s=1, där den har en enkel pol.
"Triviala" nollställen är de negativa, jämna heltalen (-2, -4, -6 ...). Alla andra till dags dato kända nollställen har realdelen 1/2, och hypotesen påstår att samtliga nollställen antingen är de ovan nämnda reella, negativa talen, eller är ett komplext tal med realdelen 1/2 (dessa lösningar kallas hädanefter för de icketriviala lösningarna). Man vet hittills bland annat att de icke-triviala nollställena måste uppfylla 0 ≤ Re(s) < 1.
Det är fortfarande inte känt huruvida hypotesen är sann eller inte, och problemet räknas till de absolut största inom matematiken idag. Clay Mathematics Institute har utfäst en belöning på en miljon dollar till den som kan strikt visa att hypotesen är antingen korrekt eller felaktig; som ett av de så kallade Millennieproblemen. Problemet fanns även som nummer 8 på David Hilberts lista över 23 olösta problem från år 1900.

## Konsekvenser av Riemannhypotesen

### Tillväxt av aritmetiska funktioner
Flera resultat om  aritmetiska funktioners tillväxt skulle följa av ett eventuellt bevis av Riemannhypotesen.
Ett exempel innehåller Möbiusfunktionen μ. Riemannhypotesen är ekvivalent med att
{\displaystyle {\frac {1}{\zeta (s)}}=\sum _{n=1}^{\infty }{\frac {\mu (n)}{n^{s}}}}
gäller för alla s vars reella del är större än 1/2. Från det kan man härleda att om Mertensfunktionen definieras som  
{\displaystyle M(x)=\sum _{n\leq x}\mu (n)}
är Riemannhypotesen ekvivalent med att
{\displaystyle M(x)=O(x^{{\frac {1}{2}}+\varepsilon })}
för alla positiva ε. Det är känt att Mertens förmodan
{\displaystyle |M(x)|\leq {\sqrt {x}}}
är falsk, så om Riemannhypotesen är sann har man en ganska bra bild av funktionens tillväxt.
Ett annat typiskt exempel är Robins sats, som säger att om σ(n) är sigmafunktionen definierad som
{\displaystyle \sigma (n)=\sum _{d\mid n}d}
är Riemannhypotesen ekvivalent med att
{\displaystyle \sigma (n)<e^{\gamma }n\log \log n}
gäller för alla n > 5040, där γ är Eulers konstant.
Lowell Schoenfeld (1976) har bevisat att Riemannhypotesen är ekvivalent med att
{\displaystyle |\pi (x)-\operatorname {Li} (x)|<{\frac {1}{8\pi }}{\sqrt {x}}\log(x),\qquad {\text{för alla }}x\geq 2657.}
Samma år bevisade han att Riemannhypotesen är även ekvivalent med att
{\displaystyle |\psi (x)-x|<{\frac {1}{8\pi }}{\sqrt {x}}\log ^{2}(x),\qquad {\text{för alla }}x\geq 73.2}
där ψ(x) är Tjebysjovs andra funktion
{\displaystyle \psi (x)=\sum _{p^{k}\leq x}\log p.}

### Lindelöfhypotesen och tillväxt av zetafunktionen
En konsekvens av Riemannhypotesen är Lindelöfhypotesen, som säger att för alla ε > 0 är
{\displaystyle \zeta \left({\frac {1}{2}}+it\right)=O(t^{\varepsilon })}
då t → ∞.
Av Riemannhypotesen följer också andra resultat för zetafunktionens tillväxt. Några exempel är
{\displaystyle e^{\gamma }\leq \limsup _{t\rightarrow +\infty }{\frac {|\zeta (1+it)|}{\log \log t}}\leq 2e^{\gamma }}
{\displaystyle {\frac {6}{\pi ^{2}}}e^{\gamma }\leq \limsup _{t\rightarrow +\infty }{\frac {1/|\zeta (1+it)|}{\log \log t}}\leq {\frac {12}{\pi ^{2}}}e^{\gamma }.}

### Konsekvenser av den generaliserade Riemannhypotesen
- 1917 bevisade Hardy och Littlewood att om den generaliserade Riemannhypotesen är sann är

{\displaystyle \lim _{x\to 1^{-}}\sum _{p>2}(-1)^{(p+1)/2}x^{p}=+\infty .}
- Chowla bevisade 1934 att om den generaliserade Riemannhypotesen är sann är det första primtalet i en aritmetisk följd a mod m högst Km2log(m)2 för någon fixerad konstant K.

## Kriterier ekvivalenta med Riemannhypotesen
Marcel Riesz (1916) bevisade att Riemannhypotesen är ekvivalent med att
{\displaystyle -\sum _{k=1}^{\infty }{\frac {(-x)^{k}}{(k-1)!\zeta (2k)}}=O\left(x^{{\frac {1}{4}}+\epsilon }\right)}
gäller för alla ε > 0.
Salem (1953) bevisade att Riemannhypotesen är sann om och bara om integralekvationen 
{\displaystyle \int _{0}^{\infty }{\frac {z^{-\sigma -1}\phi (z)\,dz}{{e^{x/z}}+1}}=0}
saknar icke-triviala begränsade lösningar {\displaystyle \phi } för {\displaystyle 1/2<\sigma <1}.
Ett exempel från gruppteori är följande: om g(n) är Landaus funktion, definierad som den maxiamala ordningen av element i symmetriska gruppen Sn av grad n, då bevisade J.-P. Massias, Jean-Louis Nicolas och G. Robin 1988 att Riemannhypotesen är ekvivalent med att
{\displaystyle \log g(n)<{\sqrt {\operatorname {Li} ^{-1}(n)}}}
gäller för alla tillräckligt stora n.
1934 bevisade Andreas Speiser att Riemannhypotesen är ekvivalent med att {\displaystyle \zeta '(s)} inte har några nollställen i
{\displaystyle 0<\Re (s)<{\frac {1}{2}}.}